# Polrörelse

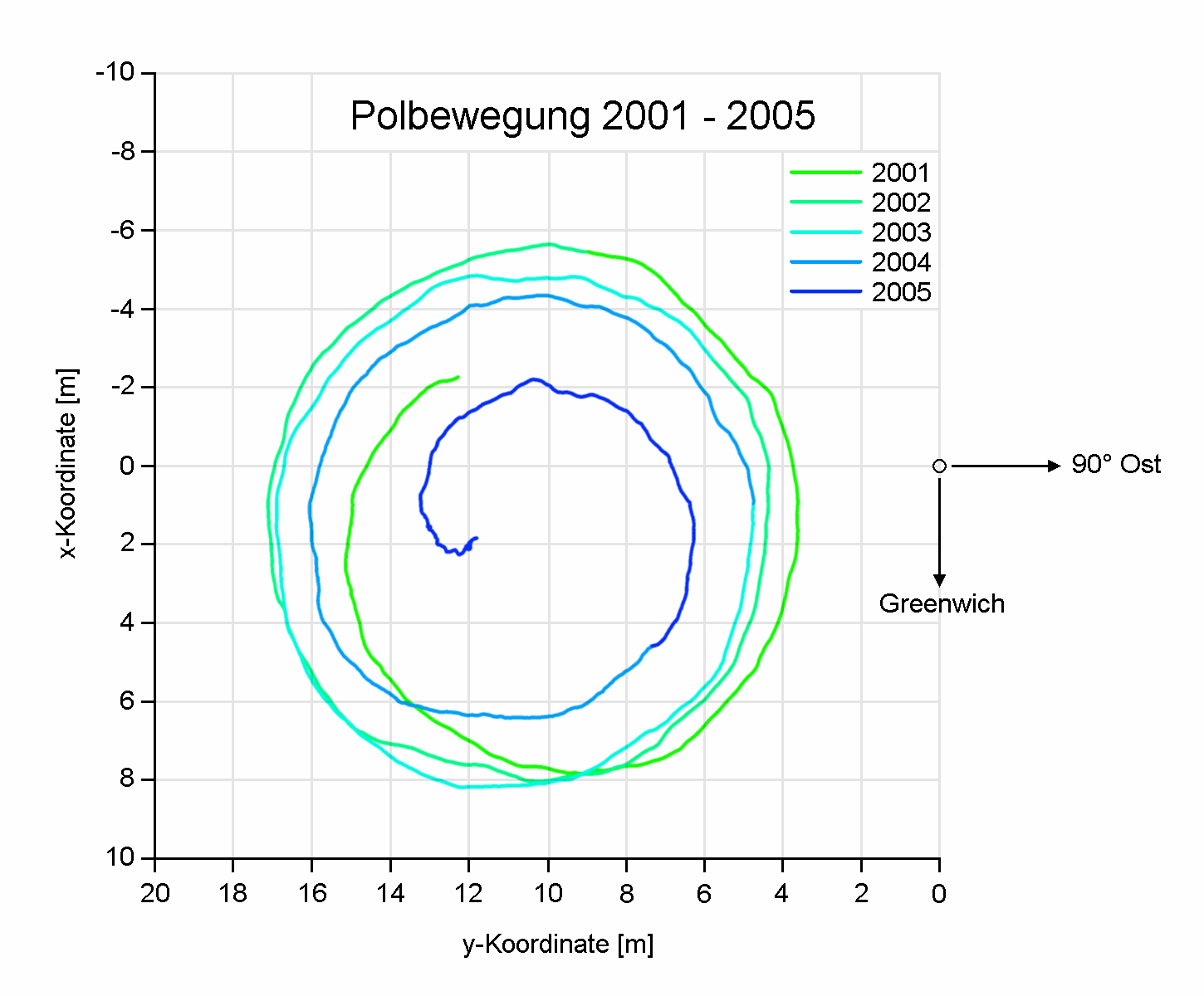
Polrörelse 2001-2005

Polrörelsen är en rörelse hos jordens rotationsaxel i förhållande till jordytan.
Den periodiska delen av polrörelsen är oregelbundet cirkulär med en amplitud av cirka 10 meter och har två huvudperioder: en period av ett år, och en av cirka 430 dygn, den s.k. Chandler-perioden.